# استقلال دوشنبه
نادي الاستقلال لكرة القدم (بالطاجيكية: Клуби Футболи Истиқлол) ويُعرف كذلك باسم استقلال دوشنبه هو نادي كرة قدم طاجيكي مقره في دوشنبه، عاصمة طاجيكستان. يلعب في دوري الدرجة الأعلى في البلاد. تم تأسيس النادي في نوفمبر 2007. حاز على الدوري الطاجيكي 10 مرات وكأس طاجيكستان 8 مرات وكأس السوبر الطاجيكي 6 مرات.